# Wakasa (Tottori)

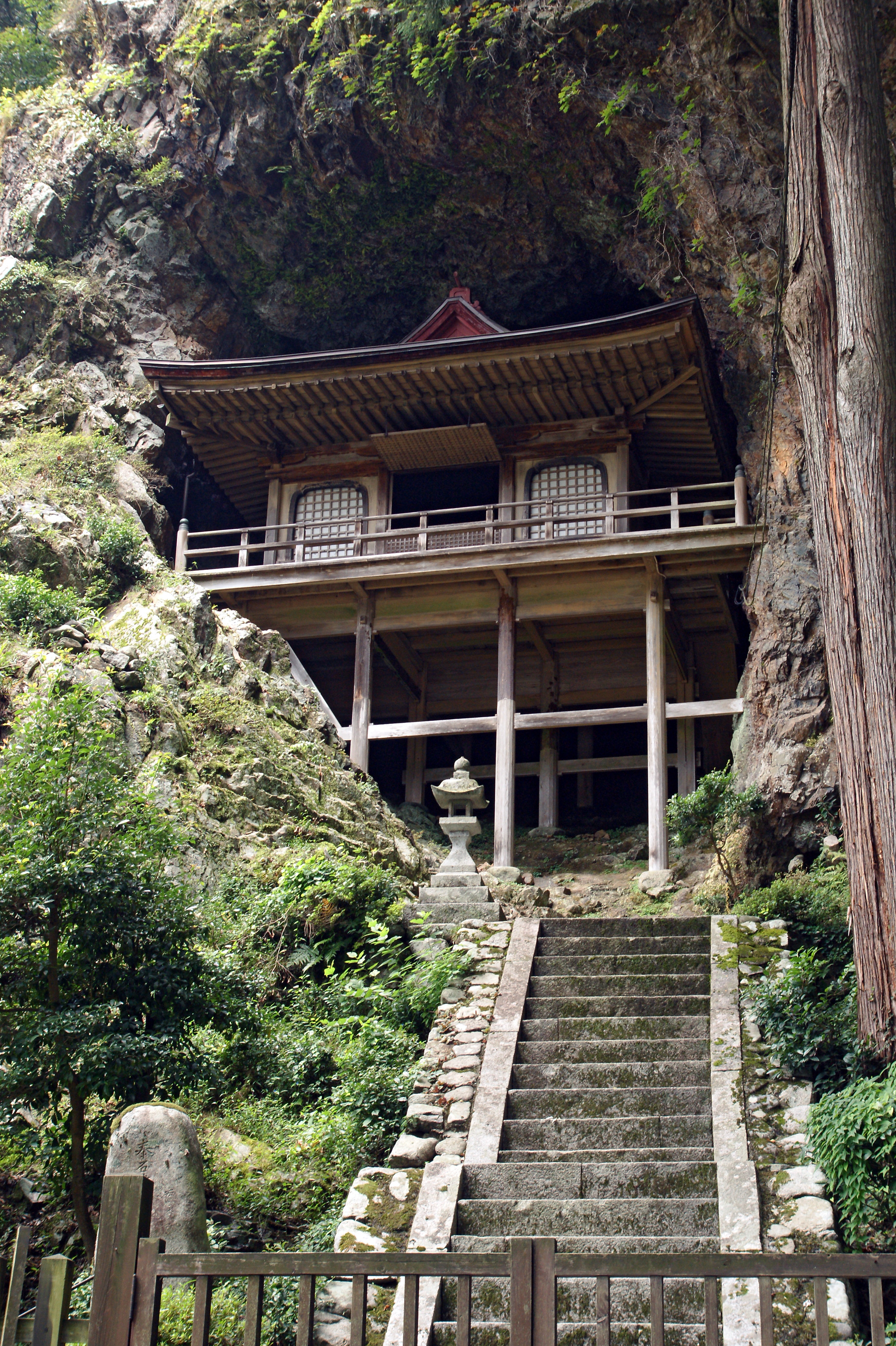
Il tempio

Wakasa (若桜町?, Wakasa-chō) è una cittadina giapponese della prefettura di Tottori.